# Plussa
Plussa (ros. Плюсса) – rzeka w obwodach pskowskim i leningradzkim zachodniej Rosji, prawy dopływ Narwy.